# Фирозабад
Фирозабад (англ. Firozabad, хинди फ़िरोज़ाबाद) — город в западной части штата Уттар-Прадеш, Индия. Административный центр округа Фирозабад.

## География
Абсолютная высота — 163 метра над уровнем моря. Расположен примерно в 40 км от Агры и в 240 км от Дели.

## Население
По данным на 2013 год численность населения составляет 359 609 человек.
Динамика численности населения города по годам:
| 1991    | 2001    | 2013    |
| ------- | ------- | ------- |
| 215 128 | 279 102 | 359 609 |

## Экономика
Имеет место стекольная промышленность.